# Етрап
Етрап (туркм. etrap) — адміністративна одиниця другого порядку в Туркменістані. 
Велаяти (в Україні - області) поділяються на етрапи (райони). 
Голів етрапів призначає Президент країни. Представницькі органи — халк маслахати, членів яких вибирає населення відповідних адміністративних одиниць на 4 роки, згідно з Конституцією Туркменістану.
Число етрапів - близько 50.
| Туркменістан | Це незавершена стаття з географії Туркменістану. Ви можете допомогти проєкту, виправивши або дописавши її. |